# Charlotte Coleman
Charlotte Ninon Coleman (ur. 3 kwietnia 1968, zm. 14 listopada 2001), angielska aktorka, znana przede wszystkim z roli Scarlett w filmie Cztery wesela i pogrzeb z roku 1994.

## Życiorys

### Życie osobiste
Charlotte Coleman była starszą z dwóch córek małżeństwa: aktorki Ann Beach i producenta telewizyjnego Francisa Colemana. Jej młodszą siostrą jest aktorka Lisa Coleman. Uczęszczała do Anna Scher Theatre School w Islington, północnej części Londynu, w wieku 15 lat, trafiła do szkoły artystycznej Dartington Hall w Devon. Była wychowywana bardzo liberalnie.
W 1987 roku ówczesny chłopak Coleman, Jonathan Laycock zmarł w wyniku wypadku na rowerze w wieku 23 lat. Po jego śmierci Charlotte przeszła okresy depresji, objawiające się m.in. anoreksją i bulimią, miała kontakt z narkotykami, uczęszczała również na spotkania AA.

### Kariera
Charlotte Coleman była dziecięcą gwiazdą w serialach telewizyjnych BBC. W latach 1978–1981 odtwarzała rolę Sue w serialu dla dzieci Worzel Gummidge. Później przez kilka lat odtwarzała rolę młodocianej buntowniczki Marmalade Atkins (Marmalade Atkins in Space (1981), Educating Marmalade (1982–1983) oraz Danger: Marmalade at Work (1984). Przełomem w dorosłej karierze okazał się udział w niskobudżetowej komedii Cztery wesela i pogrzeb. Film niespodziewanie zrobił światową karierę, a rola ekscentrycznej i roztrzepanej współlokatorki głównego bohatera Charlesa (granego przez Hugh Granta) przyniosła jej nominację do nagrody BAFTA. Późniejsza kariera nie przyniosła jej już takich sukcesów.

### Śmierć
W dniu 13 listopada 2001 Charlotte Coleman odwiedziła dom rodziców, wieczorem skarżyła się na złe samopoczucie, lecz wróciła sama do własnego mieszkania. Nazajutrz, 14 listopada 2001 rodzice próbowali się bezskutecznie z nią skontaktować telefonicznie, jej matka udała się zatem do mieszkania Charlotte, gdzie znalazła córkę leżącą nieprzytomną na podłodze. Została zabrana przez pogotowie ratunkowe do szpitala Whittington w północnym Londynie, gdzie zmarła tego samego dnia. Przyczyną zgonu był napad duszności spowodowany atakiem astmy oskrzelowej, na którą Coleman cierpiała od dzieciństwa. Inhalator, który powinien powstrzymać atak został znaleziony w drugim pokoju.

## Stypendium
New London Performing Arts Centre w 2003 roku ustanowił stypendium im. Charlotte Coleman. Stypendium przyznawane jest corocznie w listopadzie dla najbardziej obiecującego dziecięcego artysty.

## Filmografia
- Loving Act (2001) – Jane Thompson
- Beautiful People (1999) – Portia Thornton
- Bodywork (1998) – Tiffany Shades
- If Only (1998) – Alison Hayes
- The Revengers' Comedies (1998) – Norma
- Different for Girls (1996) – Alison
- The Young Poisoner's Handbook (1995) – Winnie
- Cztery wesela i pogrzeb (1994) – Scarlett
- Map of the Human Heart (1993) – Julie
- Bearskin: An Urban Fairytale (1989) – Kate

## Nagrody
- Nagroda BAFTA Nominacja w 1994